# Kleine kielwants
De kleine kielwants (Elasmostethus minor) is een wants uit de familie kielwantsen (Acanthosomatidae). De soort werd voor het eerst wetenschappelijk beschreven door Géza Horváth in 1899.

## Uiterlijk
De kleine kielwants heeft een enigszins vlak schildvormig lichaam, waarvan de basiskleur groen is, met lichtgroene poten. De antennes zijn meestal groen en worden naar het uiteinde donker. Over de voorvleugels (hemelytra) loopt langs het schildje (scutellum) een brede rode band, die afbuigt langs het membraan (doorzichtige deel van de voorvleugel). Het schildje is groen met een rode vlek aan de bovenkant. De onderkant loopt spits toe. Aan weerszijden van het membraan zitten vaak twee donkere vlekjes. De lengte is 8 – 10 mm.
De nimfen zijn groen met rood op het achterlichaam. De heel jonge nimfen hebben een donkere kop en halsschild.

## Gelijkende soorten
De kleine kielwants lijkt als twee druppels water op de veel algemenere berkenkielwants (Elasmostethus interstinctus) en is alleen zeker daarvan te onderscheiden door nauwkeurig de buikzijde van de laatste achterlijfssegmenten te bekijken (op foto's is dat alleen met een scherpe foto mogelijk). Een extra probleem is dat de berkenkielwants op de kamperfoelie kan zitten en dat de kleine kielwants ook op andere loofbomen gevonden kan worden.
Tot op zekere hoogte lijkt de soort ook op de gewone kielwants (Elasmucha grisea) maar er zijn enkele verschillen;
- De gewone kielwants heeft geen zwart-wit connexivum (aan de zijkant zichtbare deel achterlijf).
- De weerszijden van halsschild zijn gepunt en iets donkerder van kleur, bij de berkenwants zijn deze rond.

Van de eveneens inheemse meidoornkielwants (Acanthosoma haemorrhoidale) is de kleine kielwants te onderscheiden op de volgende verschillen.
- Bij de kleine kielwants zijn de zijpunten van het halsschild iets minder groot en zwartig (in plaats van rood).
- De kleine kielwants is kleiner.
- Het membraan is licht (in plaats van geheel rood).
- Het schildje (scutellum) van de meidoornwants is geheel groen (in plaats van groen met een rode vlek).

## Verspreiding en gedrag
De soort komt voor in Midden-Europa Naar het oosten is hij verspreid tot Zuid Rusland. Hij is niet aanwezig in Groot-Brittannië en Noord-Europa komt hij niet voor. In Nederland is hij heel zeldzaam en die tot nu toe alleen bekend van rode kamperfoelie (Lonicera xylosteum), een plant die in Nederland alleen van nature voorkomt op vochtige, kalkrijke grond in Zuid-Limburg en in de duinstreek. De kleine kielwantsis voornamelijk gevonden op de Sint-Pietersberg. In Duitsland wordt hij een enkele keer op zwarte kamperfoelie (Lonicera nigra) gevonden. Volwassen wantsen kunnen ook in loofbomen zitten, maar het is niet bekend of die als voedselplant worden gebruikt.
De volwassen wants overwintert in de strooisellaag en de paring vindt plaats in het voorjaar. In mei en juni worden er eieren gelegd op de bovenkant van de bladeren.

## Afbeeldingen

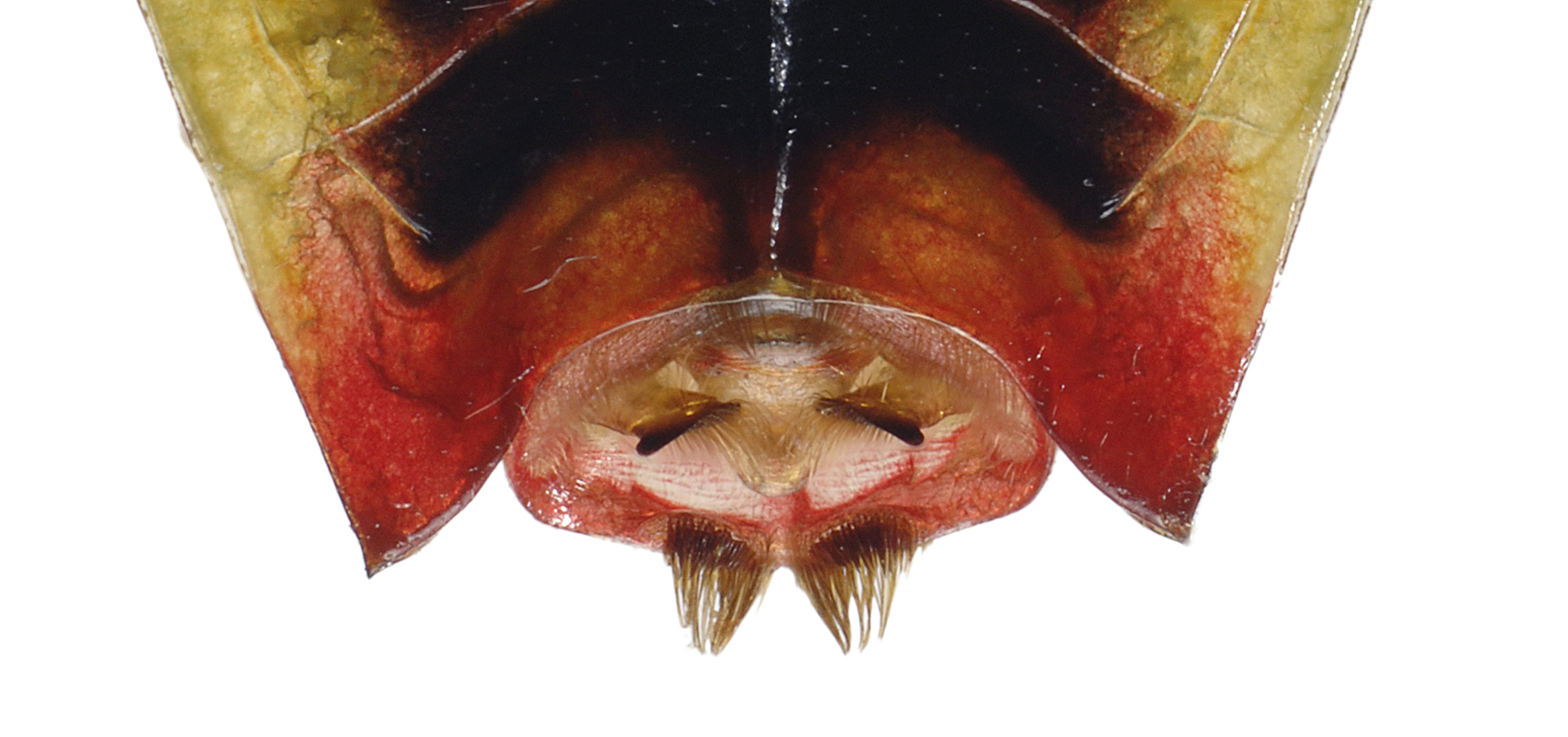
Achterlijfssegmenten mannetje
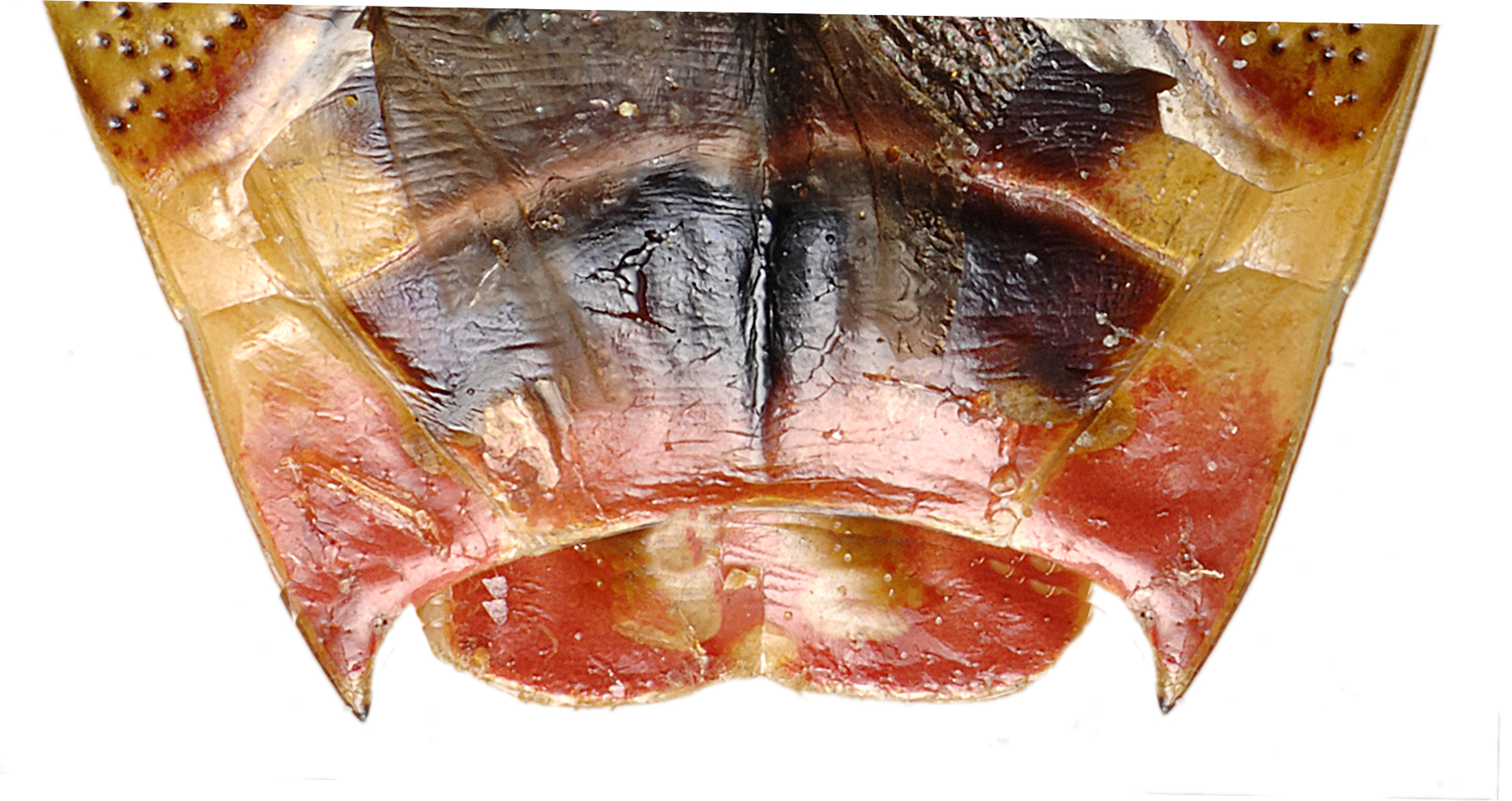
Achterlijfssegmenten vrouwtje